# Partido del Comunismo Revolucionario
El Partido del Comunismo Revolucionario (en ruso: Партия революционного коммунизма) fue un partido político ruso activo entre 1918 y 1920. 
El partido fue formado por el grupo populista Naródnik, que se separó del Partido Socialrrevolucionario de Izquierda tras el alzamiento de estos últimos en julio de 1918.

## Historia

### División después del alzamiento del 6 y 7 de julio de 1918
Junto con otro grupo escindido del Partido Socialrrevolucionario de Izquierda, conocido como el Partido de los Comunistas Populares (el grupo que finalmente formaría el Partido del Comunismo Revolucionario), se opuso a las acciones y decisiones adoptadas por el Comité Central del Partido de los Socialistas Revolucionarios de Izquierda (internacionalistas) para llevar a cabo el fallido alzamiento del 6 y 7 de julio de 1918. 
La división surgió tras la decisión tomada el 9 de julio de 1918 por la Organización del Partido de Sarátov PLSR, de repudiar el alzamiento y convocar una conferencia de socialrrevolucionarios de izquierda de toda Rusia, la cual se celebraría en Sarátov el 20 de julio de ese mismo año.
La Organización del Partido de Sarátov promovió la formación de un único frente con los bolcheviques. En su convocatoria para un Congreso Panruso de Representantes de Organizaciones del Partido, el grupo de Sarátov estableció tres condiciones que los participantes debían aceptar: el rechazo a la ruptura de la paz estipulada en el Tratado de Brest-Litovsk, la oposición al terrorismo y la renuncia a cualquier intento de tomar el poder de los bolcheviques mediante la violencia.
La disidencia en Sarátov tuvo eco entre algunas figuras destacadas del partido como Andréi Kolegáyev, Mark Natanson y Novitski. 
El 14 de septiembre de 1918 comenzó a publicarse el periódico Volya Truda, que sirvió como órgano conjunto del grupo de Sarátov;  liderado por Kolegáyev, Natanson y Novitski. Volya Truda denunció el intento del Comité Central del PLSR de intentar tomar el poder y quebrantar el Tratado de Brest-Litovsk mediante el asesinato del conde Wilhelm Mirbach el 6 de julio de 1918.
El primer número de Volya Truda pidió la celebración de un congreso de social-revolucionarios de izquierda.

### Primer Congreso
El medio de comunicación Volya Truda organizó un congreso del partido en Moscú del 25 al 30 de septiembre de 1918. La mesa preparatoria del congreso estuvo formada por Kolegáyev, Alekséi Ustínov (líder del grupo Sarátov), Anastasiya Bitsenko, M. N. Dobrokhotov, Vladímir Bisel y A. N. Alexandrov. Este se celebró en las instalaciones del antiguo Seminario Teológico de Moscú.
Kolegáyev, Ustínov, Bitsenko y Evgenia Semenóvskaya formaron el presidium del congreso del partido. Yegoshin, Lukov y Korev formaron la Comisión de Credenciales. En este congreso participaron 60 delegados con voto decisivo, procedentes de 15 gobernaciones.
De estos 60 delegados votantes había 15 antiguos miembros de la facción PLSR en el Comité Ejecutivo Central Panruso, 5 representantes de las organizaciones del partido PLSR(i) a nivel provincial y 40 representantes del PLSR(i) a nivel de Uyezd de la organización del partido.
Además de los delegados con voto decisivo, también estuvieron presentes 29 delegados con votos consultivos, entre ellos 8 miembros del Partido de los Comunistas Populares y 3 miembros de la Unión de Socialrrevolucionarios Maximalistas.
En el congreso hubo una propuesta para participar en el próximo Cuarto Congreso Panruso del Partido de los Socialrrevolucionarios de Izquierda (internacionalistas). La propuesta fue rechazada y 15 personas (de las cuales 8 eran delegados con voto decisivo) abandonaron el lugar en protesta.
La mayoría de los congresistas votó a favor de declarar su separación del PLSR(i) y la formación del Partido del Comunismo Revolucionario como una organización independiente. El congreso señaló que, aunque rompían su vínculo organizativo con el PLSR(i) por razones tácticas, seguían comprometidos con los principios del programa socialista revolucionario de izquierda.
Durante el congreso, se presentaron informes de las diferentes organizaciones del partido a nivel de gobernación y distrito. Asimismo, se debatieron cuestiones políticas, sociales y económicas. Como resultado, el congreso adoptó el lema: «Todo a los sóviets y a través de los sóviets» (Все в Советах и Советы).
Dobrokhotov presentó el programa económico del partido, el cual incluía propuestas como la abolición de las relaciones monetarias, la nacionalización del comercio, la naturalización de los salarios y la implementación del servicio militar obligatorio universal.
El congreso proclamó al Partido del Comunismo Revolucionario como el partido de las «amplias masas revolucionarias de la ciudad y el campo». También se votó a favor de otorgar una autonomía significativa a las organizaciones partidistas locales, aunque las decisiones adoptadas por el congreso serían vinculantes para todas las organizaciones del partido. Además, se ordenó a estas organizaciones que formaran facciones dentro de los sóviets. 
El Comité Central del Partido del Comunismo Revolucionario estaba formado por Kolegáyev, Bitsenko, Ustínov, A. N. Alexandrov, M. A. Dobrokhotov, G. N. Maksimov y V. N. Cherny como miembros y Evgenia Semenóvskaya como miembro candidata.

### Entre el Primer y el Segundo Congreso
A mediados de noviembre de 1918, tuvo lugar la primera división en el nuevo partido. Los miembros del comité central, Kolegáyev, Bitsenko, Alexandrov, Dobrokhotov y Cherny, decidieron unirse al PCR(B). Argumentaron que tanto el PCR(B) como el Partido del Comunismo Revolucionario compartían objetivos comunes, por lo que consideraban que la existencia de dos partidos separados carecía de justificación.
A raíz de la escisión, el 15 de noviembre de 1918 se celebró en Sarátov la Conferencia Volga-Ural de Comunistas Revolucionarios.
La conferencia anunció el apoyo a la socialización de la tierra. Reafirmó la oposición a la política alimentaria bolchevique y a los Comités de Campesinos Pobres. En diciembre de 1918, los comités del partido en los Volga-Urales estaban ubicados en Sarátov, Simbirsk, Samara, Kazán, Penza y Pugachov.

### Segundo Congreso
El partido celebró un Segundo Congreso, que se inició el 2 de diciembre de 1918. En el congreso del partido asistieron 28 delegados con voto decisivo y 3 delegados con voto consultivo, que representaban a unos 2800 miembros del partido y 1500 simpatizantes. Los delegados representaron a 15 organizaciones partidarias a nivel de gobernación y 50 a nivel de distrito. El congreso discutió cuestiones económicas y la relación con los bolcheviques. 
En el Segundo Congreso del Partido, Semenóvskaya, como principal teórica del partido, presentó la línea política del partido: pidiendo un acercamiento con los bolcheviques, no sobre una plataforma marxista ortodoxa, sino sobre la base del «socialismo integral». Al defender el «socialismo integral», Semenovskaya denunció la «dictadura unilateral del proletariado» y, en cambio, pidió la «dictadura de toda la clase trabajadora» (диктатурой всего класса трудящихся).
Vladimir Zitta fue elegido miembro del Comité Central en el congreso del partido y nombrado secretario del Comité Central.

### Tercer Congreso
En abril de 1919 se celebró un Tercer Congreso del partido. En ese momento se estimaba que el partido tenía unos 3300 miembros y simpatizantes. Participaron 30 delegados con voto decisivo y 7 delegados con voto consultivo, en representación de seis gobernaciones y diez distritos.
Sin embargo, para entonces había claras discrepancias en el tamaño de las organizaciones partidistas representadas; el delegado de Petrogrado en el congreso del partido representaba solo a cinco miembros del partido, mientras que el delegado de Moscú representaba a 100 miembros del partido. El Tercer Congreso pidió apoyo al poder soviético y al Ejército Rojo.
Los líderes clave del partido en este momento incluían a Ustínov y Pavel Sapozhnikov.
El 26 de abril de 1919, el Comité de la Gobernación de Sarátov del PCR(B) decidió incluir a miembros del Partido del Comunismo Revolucionario en los Comités Ejecutivos de las gobernaciones y de los sóviets de las ciudades.

### Cuarto Congreso
Un grupo dentro de la dirección del partido buscó la unidad con otros sectores populistas. En agosto de 1919 tuvo lugar una conferencia en Moscú con la participación del Partido del Comunismo Revolucionario, los Borbistas y los Maximalistas. Esta conferencia adoptó una resolución que pedía la unidad de las fuerzas socialistas-revolucionarias y formó un Comité Organizador de Unificación con Zitta y Semenóvskaya como miembros.
El 8 de septiembre de 1918, Zitta y Semenóvskaya firmaron la declaración conjunta, titulada «A todos los populistas revolucionarios». Pero Ustínov, Andreev, Shnurovsky y otros se opusieron dentro del partido a estos movimientos hacia la unidad con otros sectores populistas.
El Cuarto Congreso del partido, reunido en octubre de 1919, reconoció que el partido tenía «dificultades para trabajar con las masas», que existían brechas en la comunicación entre el comité central y las organizaciones del partido y que hubo una disminución en el número de miembros del partido.
En octubre de 1919, el partido tenía 2297 miembros y simpatizantes. En los debates del congreso prevalecieron los opositores a la unificación con otros populistas (liderados por Ustínov). Posteriormente, la mayoría del Comité Central decidió expulsar a Zitta, Maksimov, Semenóvskaya y Bisel del partido por «violación de la disciplina del partido» y por buscar la unidad con sectores populistas (incluidos grupos como el PLSR(i) o el Partido Social-Revolucionario).
A medida que la situación política se volvió cada vez más dura en medio de la guerra civil rusa, el Partido del Comunismo Revolucionario se acercó cada vez más al PCR(B). Después del Cuarto Congreso del partido, el partido se acercó al bolchevismo. 
En enero de 1920, el Comité Central emitió una directiva a los miembros del partido para que se unieran a la guerra en el Frente Occidental, que el 5% de los fondos del partido se asignaran al Ejército Rojo y que las organizaciones del partido cooperaran con el PCR(B) a nivel local para la construcción de cooperativas agrícolas.

### Quinto Congreso
Del 28 de abril al 2 de mayo de 1920 se celebró el Quinto Congreso del partido. Por esta época, el partido tenía organizaciones en 16 gobernaciones, con 126 células del partido y 1151 miembros. El Quinto Congreso del partido abandonó el rechazo categórico de la dictadura del proletariado, eliminando así la principal barrera para la unidad con los bolcheviques.
El Quinto Congreso del partido afirmó el apoyo a las medidas económicas del poder soviético, como la militarización del trabajo y la formación de ejércitos laborales, según sea necesario para responder a las condiciones extraordinarias actuales. El Quinto Congreso del partido declaró que era obligación de todos los miembros del partido apoyar al poder soviético.

### Disolución
A dos representantes del Partido del Comunismo Revolucionario (Ustínov y Sapozhnikov) se les permitió asistir al Segundo Congreso de la Internacional Comunista de julio de 1920 en calidad de deliberante, con votos consultivos. Ustínov y Sapozhnikov entregaron una declaración del comité central del partido del Comunismo Revolucionario al Presidium del Congreso, que expresaba que el partido estaba dispuesto a adherirse a las decisiones del Congreso de la Comintern y planteaba la cuestión de unirse al PCR(B). Las organizaciones locales del partido no se opusieron a esta medida del Comité Central.
El Sexto Congreso del Partido del Comunismo Revolucionario celebrado en Moscú los días 21 y 22 de septiembre de 1920 decidió autodisolverse, de acuerdo con la decisión del Segundo Congreso de la Comintern de que sólo debe existir un único Partido Comunista en cada país, y apeló a sus seguidores a unirse al PCR(B). El VI Congreso del Partido solo adoptó una resolución, titulada «Sobre el Partido Comunista Unificado».
En el congreso participaron 39 delegados con voto decisivo y 12 delegados con voto consultivo. En el momento de su disolución, el partido contaba con 1625 miembros y simpatizantes. Hubo negociaciones entre la antigua dirección del Partido del Comunismo Revolucionario y el Comité Central del PCR(B).
En octubre de 1918, el comité central del PCR(B) permitió a las organizaciones del partido inscribir a miembros del antiguo Partido del Comunismo Revolucionario en el PCR(B) y emitió una circular instruyendo a las organizaciones del partido a no discriminar a los exmiembros del Partido del Comunismo Revolucionario, al nombrar cuadros para roles en el partido o en los sóviets.

## Línea ideológica y posiciones políticas
El Partido del Comunismo Revolucionario mantuvo el programa socialista revolucionario de izquierda, pero difería del PLSR (i) en tácticas. Mantuvo el legado teórico de Nikolái Mijáilovski y Piotr Lavrov. Vladímir Lenin percibió el programa del Partido del Comunismo Revolucionario como «permaneciendo en la plataforma del utopismo populista» y «confuso y ecléctico».
Según Lenin, «si bien reconocía que el dominio soviético creaba condiciones previas para el establecimiento de un sistema socialista, el partido negaba la necesidad de la dictadura del proletariado durante el período de transición del capitalismo al socialismo». El partido habló de una única clase de «gente trabajadora» (трудящихся) que abarcaría tanto a los trabajadores industriales urbanos como a los agrícolas rurales.
El Partido del Comunismo Revolucionario se alineó con los bolcheviques que pedían la victoria de la revolución mundial y apoyó el servicio militar obligatorio universal, el Terror Rojo y la abolición de las relaciones entre mercancías y dinero. Sin embargo, diferían de los bolcheviques en cuestiones agrarias y se oponían a los Comités de Campesinos Pobres.
Si bien el partido apoyó la campaña contra los kulaks, se opuso a los excesos cometidos en nombre de la lucha contra los kulaks. El partido pidió la socialización de la tierra, como un proceso voluntario y gradual.

## Bases sociales
Si bien el Partido del Comunismo Revolucionario se definió a sí mismo como un partido para las masas trabajadoras, su membresía se limitó en gran medida a los intelectuales, un sector que conservaba ambiciones de una «tercera vía». Por ejemplo, el delegado de Kazán en el Tercer Congreso del Partido afirmó que entre 40 miembros había 36 intelectuales, 3 trabajadores y un solo campesino.
Aquellos que permanecieron en el Partido del Comunismo Revolucionario después de las diferentes escisiones sufrieron a menudo represión vinculada a su oposición a la política alimentaria bolchevique.

## Órgano del partido
El órgano central del partido era conocido como Volya Truda (Воля Труда, 'Voluntad de Trabajo'), que se publicó como diario del 14 de septiembre al 4 de diciembre de 1918. A partir del 29 de diciembre de 1918, el diario fue sustituido por un periódico con el mismo título.
Para Fleishman, Volya Truda tenía al principio un "equipo editorial mediocre". Sin embargo, en vísperas del Primer Congreso del partido el consejo editorial comenzó a publicar una sección cultural y literaria que incluiría textos de escritores como Serguéi Yesenin, Andréi Bely, Velimir Jlébnikov, Ósip Mandelshtam y Borís Pasternak.